# Patrick Moraz
Patrick Philippe Moraz (* 24. června 1948 Morges) je švýcarský hudebník, filmový skladatel a textař, známý především jako klávesista rockových skupin Yes a The Moody Blues.
Moraz se narodil v hudební rodině, hudbě se učil již v mládí a studoval na konzervatoři v Lausanne. Hudební kariéru zahájil v 60. letech jako jazzový hudebník. Vystupoval se svým kvartetem a kvintetem, které koncertovaly po celé Evropě a získaly několik ocenění. V roce 1969 založil krátce působící progresivní rockovou skupinu Mainhorse a začal pracovat jako autor hudby k filmům. V roce 1974 založil další skupinu, Refugee, se kterou natočil jedno album, a ještě téhož roku se připojil k Yes. Moraz byl členem Yes do roku 1976 a v této době také zahájil sólovou kariéru, která začala albem The Story of I z roku 1976.
V letech 1978 až 1991 byl Moraz členem skupiny The Moody Blues. Potom pracoval na různých sólových projektech.

## Diskografie

### Sólová alba
- 1976 – Story of I
- 1977 – Out in the Sun
- 1978 – Patrick Moraz III
- 1979 – Future Memories Live On TV
- 1980 – Coexistence
- 1983 – Music for Piano and Drums (with Bill Bruford)
- 1984 – Timecode
- 1984 – Future Memories II
- 1985 – Future Memories I & II
- 1985 – Flags (with Bill Bruford)
- 1987 – Human Interface
- 1987 – Les musiques de la Première
- 1989 – Libertate (re-issue of Coexistence)
- 1994 – Windows of Time
- 1995 – PM in Princeton
- 2000 – Resonance
- 2003 – ESP
- 2009 – Change of Space